# カーボンナノバッド

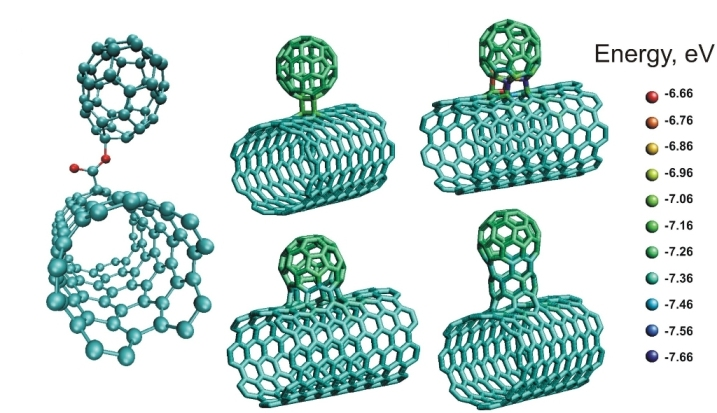
コンピュータモデルによるいくつかの安定な構造のカーボンナノバッド

カーボンナノバッド (Carbon nanobud) は、カーボンナノチューブとフラーレンが結合した構造を持つナノ材料の一つである。2006年に発見、合成された。"Bud" は英語で「蕾」の意味。フラーレンは、カーボンナノチューブの側面外側に共有結合し、そのためカーボンナノバッドは、カーボンナノチューブとフラーレンの両方の性質を示す。例えば、機械的性質と電気伝導性は、カーボンナノチューブに似るが、反応性の高いフラーレンの既知の化学的性質も併せ持っている。さらに、結合したフラーレンが分子の錨として働き、様々な複合材料からカーボンナノチューブが抜け落ちるのを防ぎ、複合材料の機械的性質を改良している。
伝導性のカーボンナノチューブの中で、多数の曲がったフラーレンの表面が電子の放出源として働くため、カーボンナノバッドは高い自由電子放出能を持つ。ランダムに並ぶナノバッドは既に、自由電子の放出について非常に低い仕事関数を持つことが示されている。ある実験では、単壁カーボンナノチューブの閾値が2 V/μmであるのに対して、カーボンナノバッドの閾値は0.65 V/μmと測定され、対応する単壁カーボンナノチューブと比べて電流密度がかなり高くなることが示された。電子伝達の仕組みの理論的な研究では、電子はナノバッドの部分でパスするように渡されていくことが示された。
フィンランドの企業Canatuは、ナノバッド材料、その合成法及びいくつかの応用の知的財産権を所有すると主張している。

## 応用
化学的反応性が高いことや分散性が良いこと、バンドギャップを持つことから、幅広い応用が期待されている。製造過程はスケーラブルであるため、ナノバッドの応用は工業的にも重要である。いくつかの理論的研究で、ナノバッドが磁性を持つことも示唆されている。